# Битва при Арройо Гранде (1842)
Битва при Арройо Гранде (исп. Batalla de Arroyo Grande ) — одно из самых крупных и важных сражений гражданской войны в Уругвае, так называемой Великой войны, произошедшее 6 декабря 1842 года в Арройо Гранде провинции Энтре-Риос, Аргентина. Закончилась победой федеральной армии партии бланкос («белые», консерваторы ) во главе с бывшим президентом Уругвая бригадным генералом Мануэлем Орибе над альянсом уругвайских и аргентинских унитариев партии колорадос (букв. «цветные», обычно переводится как «красные», либералы), возглавляемых президентом этой страны Фруктуосо Риверой. Войска Риверы потерпели сокрушительное поражение, и Орибе начал осаду Монтевидео. 
Ривера доминировал на востоке провинции Энтре-Риос, а Орибе направился туда. Чтобы объединить свои силы с войсками провинции Корриентес, Ривера двинул их на северо-восток провинции. Войска Риверы, кроме уругвайцев, состояли из контингентов провинций Корриентес и Санта-Фе. Со своей стороны, в армии Орибе, помимо уругвайцев, были войска Буэнос-Айреса и Энтре-Риоса.
Для сражения Ривера выбрал широкую открытую местность, где кавалерия могла маневрировать. За его спиной была река Уругвай, поскольку губернатор Ферре запретил его войскам переходить через нее в Уругвай, где Ривера имел бы значительное преимущество.
Утром 6 сентября кавалерия Риверы начала атаку, но ее тут же сдержала федеральная артиллерия и пехота. В то же время федеральный крайне левый фланг начал наступление. Хотя унитарной кавалерии на этой стороне удалось отбросить федералов, ранение Мендосы, командовавшего левым флангом, и его последующая смерть внесли панику в его людей, которые покинули поле боя. Хотя федеральная кавалерия добилась явного преимущества, исход битвы решил именно центр. Пехота генерала Анхеля Пачеко атаковала артиллерию Риверы и захватила её. Пехота Риверы, отделённая от кавалерийских крыльев, стала медленно отходить, но была окружена и сдалась. Разгромленная кавалерия Риверы сумела отступить без особых потерь и, переправившись через реку Уругвай, отошла в направлении Монтевидео.  
Победители жестоко расправились с попавшими к ним в плен людьми Риверы: офицеры и даже сержанты и капралы были казнены; солдаты вступили в армию Орибе. Побежденные потеряли 2000 убитыми и 1400 пленными, всю артиллерию и боеприпасы. Потери федеральных сил составили 300 человек убитыми и ранеными. 